# مارتین سنت. لوئیس
مارتین سنت. لوئیس (انگلیسی: Martin St. Louis؛ زادهٔ ۱۸ ژوئن ۱۹۷۵) بازیکن هاکی روی یخ اهل کانادا است.
وی همچنین برندهٔ جوایزی همچون جام استنلی شده‌است.
از باشگاه‌هایی که در آن بازی کرده‌است می‌توان به کلگری فلیمس و تمپا بی لایتنینگ اشاره کرد.